# The Jerusalem Post
The Jerusalem Post é um jornal diário israelense, em língua inglesa, fundado em 1 de dezembro de 1932, como The Palestine Post.